# Herb Nowego Tomyśla
Herb Nowego Tomyśla – jeden z symboli miasta Nowy Tomyśl i gminy Nowy Tomyśl w postaci herbu.

## Wygląd i symbolika
Herb przedstawia stylizowaną drewnianą łódź koloru złotego, umieszczoną centralnie w czerwonym polu herbowym.
Herb nawiązuje do herbu rodowego Łodzia XVIII-wiecznego właściciela miasta – Feliksa Szołdrskiego.